# Glandularia polyantha
Glandularia polyantha är en verbenaväxtart som beskrevs av Ray E. Umber. Glandularia polyantha ingår i släktet Glandularia och familjen verbenaväxter. Inga underarter finns listade i Catalogue of Life.